# Sally (Musical)
Sally ist eine Musical Comedy, die Florenz Ziegfeld für den Star seiner Revue Ziegfeld Follies of 1918, Marilyn Miller produzierte. Er beauftragte Jerome Kern für die Komposition der Musik und Guy Bolton für das Verfassen eines Buches. Als Vorlage diente eine nicht realisierte Princess Theatre-Show von Bolton und P. G. Wodehouse. Die Gesangstexte stammen im Wesentlichen von Clifford Grey. Des Weiteren fanden zwei Songs aus einem misslungenen Musical Verwendung, die Kern mit Buddy DeSylva geschrieben hatte, darunter der Hit der Show, Look for the Silver Lining. Eine zusätzliche Ballettnummer wurde von Victor Herbert komponiert.
Die Uraufführung fand am 21. Dezember 1920 im New Amsterdam Theatre in New York statt. Der Erfolg war außerordentlich; das Stück erreichte 585 Vorstellungen, die bis dahin längste Laufzeit einer Broadway-Show.

Im Londoner West End wurde das Musical am 10. September 1921 im  Winter Garden Theatre (an dessen Stelle heute das New London Theatre steht) erstaufgeführt.

## Handlung
Der Cinderella-Plot ist in New York angesiedelt, zur Zeit der Entstehung des Musicals.
Die obdachlose, aber hübsche Waise Sally bekommt durch die Fürsorge der reichen Witwe Mrs. Ten Broek eine Stellung als Geschirrspülerin im Alley Inn-Nachtclub in Greenwich Village. Dort befreundet sie sich mit dem Kellner Connie, der ist der exilierte Großherzog von Czechogovinia. Der Long Island-Millionär Richard Farquar hat die Absicht zu Ehren des Großherzogs einen Ball zu veranstalten.
Als Farquars Sohn Blair den Club besucht, verliebt er sich in Sally. Connie, der etwas vom Tanz versteht, wird auf Sallys Begabung aufmerksam und arrangiert ihr einen Auftritt im Alley Inn. Im Publikum befindet sich der Theateragent Otis Hooper mit seiner Verlobten Rosie Rafferty. Der würde gerne heiraten, hat aber Geldsorgen – obendrein sagt seine Primaballerina Madame Nookerova ihren Auftritt für Farquars Ball ab. Otis kommt auf die Idee, dass sich Sally als die Nookerova ausgeben könnte.
Während Connie am Ballabend Mrs. Ten Broek  von seiner verlorenen Heimat erzählt, beeindruckt Sallys Tanznummer die Gesellschaft. Sie bekommt ein Engagement bei den Ziegfeld Follies und wird schließlich deren Star. Otis ist durch diesen Umstand finanziell saniert. Zum Finale heiratet Connie Ten, Otis Rosie und Blair Sally.

## Verfilmung
Die Filmfassung mit leicht veränderter Handlung und verändertem Score entstand 1929 für die First National Pictures. In Deutschland erschien der Film unter dem Titel Cilly; die Hauptrolle spielte wiederum Marilyn Miller.